# ケビン・ランデルマン
ケビン・ランデルマン（英語: Kevin Randleman, 1971年8月10日 - 2016年2月11日）は、アメリカ合衆国の男性総合格闘家、プロレスラー。オハイオ州サンダスキー出身。第5代UFC世界ヘビー級王者。UFC殿堂入り。
レスリング出身であり、優れた身体能力をベースにした、弾丸のようなタックルによるテイクダウン、そして強烈なパウンドを得意とする。スタンドの打撃（特に左フック）も強力で、ストライカーであるミルコ・クロコップやムリーロ・ニンジャなどをスタンドのパンチでKOしている。
PRIDEでは驚異的な跳躍力を披露するパフォーマンスにあやかってリアル・ドンキーコングと呼ばれた。

## 来歴
オハイオ州サンダスキーの11人兄弟の家庭に生まれる。アフリカ系とネイティブ・アメリカンの血を引いていた。
サンダスキー高校時代は、アメリカンフットボールで4年間通してレギュラーとして活躍。レスリングでは1989年にオハイオ州王者になっている。オハイオ州立大学時代はレスリングのNCAAディビジョン1で2度王者になり、3度オールアメリカンに選出された。

### 総合格闘技
師と仰ぐマーク・コールマンの勧めで1996年に総合格闘技デビュー。

### UFC
1999年3月5日、UFC初戦となったUFC 19でモーリス・スミスに判定勝利。
1999年5月7日、UFC 20のUFC世界ヘビー級王座決定戦でバス・ルッテンと対戦し、1-2の判定負けを喫し王座獲得に失敗した。
1999年11月19日、UFC 23のUFC世界ヘビー級王座決定戦でピート・ウィリアムスと対戦し、3-0の判定勝ちを収め王座獲得に成功した。2000年6月9日のUFC 26ではペドロ・ヒーゾを判定で下し王座の初防衛に成功。しかし、2000年11月17日のUFC 28で行われたランディ・クートゥアとの防衛戦ではパウンドでTKO負けを喫し王座陥落した。
2001年5月4日、UFC 31でライトヘビー級に階級を落としチャック・リデルと対戦し、KO負け。

### PRIDE
PRIDE参戦後3連勝したが、PRIDE.25でクイントン・"ランペイジ"・ジャクソンに敗北。さらにPRIDE GRANDPRIX 2003 決勝戦のワンマッチで桜庭和志に腕ひしぎ十字固めで一本負け。
2004年4月25日、PRIDE GRANDPRIX 2004 開幕戦のヘビー級グランプリ1回戦でミルコ・クロコップと対戦し、左フックでダウンを奪いパウンドでKO勝ち。戦前の下馬評を覆す番狂わせの勝利となった。6月20日、PRIDE GRANDPRIX 2004 2nd ROUNDの2回戦でPRIDEヘビー級王者のエメリヤーエンコ・ヒョードルと対戦。ヒョードルをスープレックスで頭からマットに叩きつけたが、直後にチキンウィングアームロックで一本負け。
2004年12月31日、PRIDE 男祭り 2004でミルコ・クロコップと再戦し、フロントチョークで一本負け。リベンジを許した。
2005年4月23日、PRIDE GRANDPRIX 2005 開幕戦のミドル級グランプリ1回戦で中村和裕と対戦し、判定負け。
2005年12月、肺の真菌性感染症のため左肺の手術を受け、しばらくの間、病院で闘病生活を送った。
2006年10月21日、1年10か月ぶりの復帰戦となったPRIDE.32でマウリシオ・ショーグンと対戦し、膝十字固めで一本負け。試合後の薬物検査で偽の尿サンプルを提出したとしてネバダ州アスレチック・コミッションから、1年以上の選手ライセンス停止処分を受けた。
2007年初頭、ブドウ球菌感染症と腎臓のダメージのため、再び闘病生活を送った。
2007年8月、アメリカ合衆国ネバダ州で飲酒運転、速度違反、無免許運転などの容疑で逮捕された。

### 戦極・Strikeforce
2008年3月5日の戦極 〜第一陣〜において、戦極への参戦が発表された。
2008年5月18日、戦極 〜第二陣〜で川村亮と対戦し、判定勝ち。
2009年4月25日、5年半付き合ってきた白人女性と結婚。
2009年6月6日、Strikeforce初参戦となったStrikeforce: Lawler vs. Shieldsでマイク・ホワイトヘッドと対戦し、判定負け。
2009年11月7日、戦極 〜第十一陣〜でスタニスラブ・ネドコフと対戦し、判定負け。この試合から所属がTapout Training Facilityとなった。
2010年5月15日、Strikeforce: Heavy Artilleryでホジャー・グレイシーと対戦し、チョークスリーパーで一本負け。

### プロレス
2002年11月17日に『ファンタジーファイトWRESTLE-1』へ参戦、マークコールマンと組んで、馳浩、小島聡と対戦するが、最後は小島聡のラリアットに沈む。以来、総合格闘技と並行してプロレス活動も行っていた。目標とするプロレスラーはジミー・スヌーカで、スヌーカ同様に驚異的な跳躍力を生かした技を得意としていた。
2007年4月のハッスルシリーズに覆面レスラーランデルマンが登場、金村キンタロー似のキンターマン、黒田哲広似のクロダーマンと組んで参戦。勝利を呼び込んだ上で、モンスター軍への雇用を求めるもあっさり拒否された。

### 死去
2016年2月11日、肺炎による心不全のため、44歳で死去。12日に家族がランデルマンの死去をFacebookにて報告した。ヒョードルやミルコ、ノゲイラを始めたとした多くのファイターが哀悼の意を表した。
2016年4月17日、RIZIN.1で追悼セレモニーが行われた。

## 人物・エピソード
- 卓越した身体能力から爆発力のある攻撃を繰り出す反面、試合運びや駆け引き等の面では脆さを見せ、本人も「俺はいつも最後にミスを犯す」と認めている。
- ミルコに勝った時は大声を発しながら壁を叩き、ヒョードルに負けた時は机を殴るなど感情の起伏が激しい。
- 2009年に4年半練習してきたブラジリアン柔術で青帯を取得。本人はこのことについて「俺はUFCのベルトも持っているけど、今の俺にとってはこの青帯のほうが大事だよ」とコメントした。

## 戦績
| 総合格闘技 戦績 | 総合格闘技 戦績 | 総合格闘技 戦績 | 総合格闘技 戦績 | 総合格闘技 戦績 | 総合格闘技 戦績 | 総合格闘技 戦績 |
| --------------- | --------------- | --------------- | --------------- | --------------- | --------------- | --------------- |
| 33 試合         | (T)KO           | 一本            | 判定            | その他          | 引き分け        | 無効試合        |
| 17 勝           | 5               | 4               | 8               | 0               | 0               | 0               |
| 16 敗           | 4               | 8               | 4               | 0               | 0               | 0               |

| 勝敗 | 対戦相手                             | 試合結果                              | 大会名                                                             | 開催年月日     |
| ×    | バガ・アガエフ                       | 1R 4:5 腕ひしぎ十字固め               | FEFoMP: Mayor's Cup 2011                                           | 2011年5月7日   |
| ×    | ホジャー・グレイシー                 | 2R 4:10 チョークスリーパー            | Strikeforce: Heavy Artillery                                       | 2010年5月15日  |
| ×    | スタニスラブ・ネドコフ               | 5分3R終了 判定1-2                     | 戦極 〜第十一陣〜                                                  | 2009年11月7日  |
| ×    | マイク・ホワイトヘッド               | 5分3R終了 判定0-3                     | Strikeforce: Lawler vs. Shields                                    | 2009年6月6日   |
| ○    | 川村亮                               | 5分3R終了 判定3-0                     | 戦極 〜第二陣〜                                                    | 2008年5月18日  |
| ×    | マウリシオ・ショーグン               | 1R 2:35 膝十字固め                    | PRIDE.32 "THE REAL DEAL"                                           | 2006年10月21日 |
| ○    | ファティス・コチャミス               | 5分2R終了 判定3-0                     | Bushido Europe: Rotterdam Rumble                                   | 2005年10月9日  |
| ×    | 中村和裕                             | 3R（10分/5分/5分）終了 判定0-3        | PRIDE GRANDPRIX 2005 開幕戦 【ミドル級グランプリ 1回戦】           | 2005年4月23日  |
| ×    | ミルコ・クロコップ                   | 1R 0:41 フロントチョーク              | PRIDE 男祭り 2004 -SADAME-                                         | 2004年12月31日 |
| ×    | ロン・ウォーターマン                 | 1R 7:44 V1アームロック                | PRIDE GRANDPRIX 2004 決勝戦 【ヘビー級グランプリ リザーブマッチ】  | 2004年8月15日  |
| ×    | エメリヤーエンコ・ヒョードル         | 1R 1:33 チキンウィングアームロック    | PRIDE GRANDPRIX 2004 2nd ROUND 【ヘビー級グランプリ 2回戦】        | 2004年6月20日  |
| ○    | ミルコ・クロコップ                   | 1R 1:57 KO（左フック→パウンド）       | PRIDE GRANDPRIX 2004 開幕戦 【ヘビー級グランプリ 1回戦】           | 2004年4月25日  |
| ×    | 桜庭和志                             | 3R 2:36 腕ひしぎ十字固め              | PRIDE GRANDPRIX 2003 決勝戦                                        | 2003年11月9日  |
| ×    | クイントン・"ランペイジ"・ジャクソン | 1R 7:00 TKO（マウントパンチ）         | PRIDE.25                                                           | 2003年3月16日  |
| ○    | ムリーロ・ニンジャ                   | 3R 0:20 TKO（右瞼カット）             | PRIDE.24                                                           | 2002年12月23日 |
| ○    | 山本喧一                             | 3R 1:16 TKO（グラウンドの膝蹴り）     | PRIDE.23                                                           | 2002年11月24日 |
| ○    | 小原道由                             | 3R（10分/5分/5分）終了 判定3-0        | PRIDE.22                                                           | 2002年9月29日  |
| ○    | ブライアン・フォスター               | 1R 0:20 KO（パンチ）                  | RFC 1: The Beginning                                               | 2002年7月13日  |
| ○    | レナート・ババル                     | 5分3R終了 判定3-0                     | UFC 35: Throwdown                                                  | 2002年1月11日  |
| ×    | チャック・リデル                     | 1R 1:18 KO（スタンドパンチ連打）      | UFC 31: Locked and Loaded                                          | 2001年5月4日   |
| ×    | ランディ・クートゥア                 | 3R 4:13 TKO（パウンド）               | UFC 28: High Stakes 【UFC世界ヘビー級タイトルマッチ】              | 2000年11月17日 |
| ○    | ペドロ・ヒーゾ                       | 5分5R終了 判定3-0                     | UFC 26: Ultimate Field of Dreams 【UFC世界ヘビー級タイトルマッチ】 | 2000年6月9日   |
| ○    | ピート・ウィリアムス                 | 5分5R終了 判定3-0                     | UFC 23: Ultimate Japan 2 【UFC世界ヘビー級王座決定戦】             | 1999年11月14日 |
| ×    | バス・ルッテン                       | 延長2R終了 判定1-2                    | UFC 20: Battle for the Gold 【UFC世界ヘビー級王座決定戦】          | 1999年5月7日   |
| ○    | モーリス・スミス                     | 15分1R終了 判定3-0                    | UFC 19: Ultimate Young Guns                                        | 1999年3月5日   |
| ×    | トム・エリクソン                     | 1R 1:11 KO（パンチ）                  | Brazil Open '97 【ヘビー級トーナメント 決勝】                      | 1997年6月15日  |
| ○    | ホメム・ジ・ネヴェ                   | 1R 2:21 ギブアップ（肘打ち）          | Brazil Open '97 【ヘビー級トーナメント 1回戦】                     | 1997年6月15日  |
| ×    | カーロス・バヘット                   | 1R 22:24 三角絞め                     | Universal Vale Tudo Fighting 6 【決勝】                            | 1997年3月3日   |
| ○    | マリオ・ネト                         | 1R 11:24 ギブアップ（マウントパンチ） | Universal Vale Tudo Fighting 6 【準決勝】                          | 1997年3月3日   |
| ○    | エベンゼール・フォンテス・ブラガ     | 20分1R 終了 判定                      | Universal Vale Tudo Fighting 6 【1回戦】                           | 1997年3月3日   |
| ○    | ダン・ボビッシュ                     | 1R 5:50 ギブアップ（マウントパンチ）  | Universal Vale Tudo Fighting 4 【決勝】                            | 1996年10月22日 |
| ○    | ゲーザ・カルマン                     | 1R 7:37 TKO（パンチ連打）             | Universal Vale Tudo Fighting 4 【準決勝】                          | 1996年10月22日 |
| ○    | ルイス・カルロス・マシエウ           | 1R 5:14 ギブアップ（マウントパンチ）  | Universal Vale Tudo Fighting 4 【1回戦】                           | 1996年10月22日 |

## 獲得タイトル
- レスリング NCAAディビジョン1 王者（1992年、1993年）[3]
- Universal Vale Tudo Fighting 4 優勝（1996年）
- 第5代UFC世界ヘビー級王座（1999年）

## 表彰
- レスリング NCAAディビジョン1 オールアメリカン（1991年、1992年、1993年）
- UFC殿堂入り（2020年）